# Цабель, Николай Егорович
Николай Егорович Цабель (30 декабря 1831 — 17 января 1910) — русский ботаник, публицист, издатель, редактор и педагог.

## Биография
Окончил курс в Главном педагогическом институте. В 1863 году получил учёную степень магистра ботаники за диссертацию «О волокнистом строении стенок клеточек» и до 1866 года преподавал ботанику в Петербургском технологическом институте. Также был приват-доцентом в Санкт-Петербургском университете, библиотекарем при Императорском Ботаническом саду в Санкт-Петербурге.
В 1866—1880 годах Н. Е. Цабель был директором Императорского Никитского ботанического сада и школы садоводства в Крыму. Основал в Крыму общество садоводов и виноделов. Основал в 1874-1879 годах журнал «Крымский вестник садоводства и виноделия» и редактировал журнал «Сад и огород».
С 1884 года исполнял обязанности инспектора женской гимназии в Москве. 7 декабря 1884 года жалован дипломом на потомственное дворянское достоинство.
В Москве Николай Егорович Цабель состоял вице-президентом Общества любителей садоводства.
Похоронен на участке № 20 Введенского кладбища.